# Tlotzin
Tlotzin (del nahuatl:  tlohtli, gavilán  ‘ -tzin, terminación reverencial.’‘ Venerable gavilán.’) fue un caudillo y gobernante chichimeca, tercer tlahtoani acolhua sucesor de su padre, Nopaltzin. Asentado en el altépetl (ciudad) de Tenayocan, rigió de 1236 a 1272.

## Gobierno y genealogía
Quien pone mayor relevancia a Tlotzin Pochotl es el historiador texcocano
Alva Ixtlilxochitl. Aunque lo proyecta a un pasado remoto, haciéndolo tlahtoani de 1107 a 1141, fechas obviamente equivocadas.

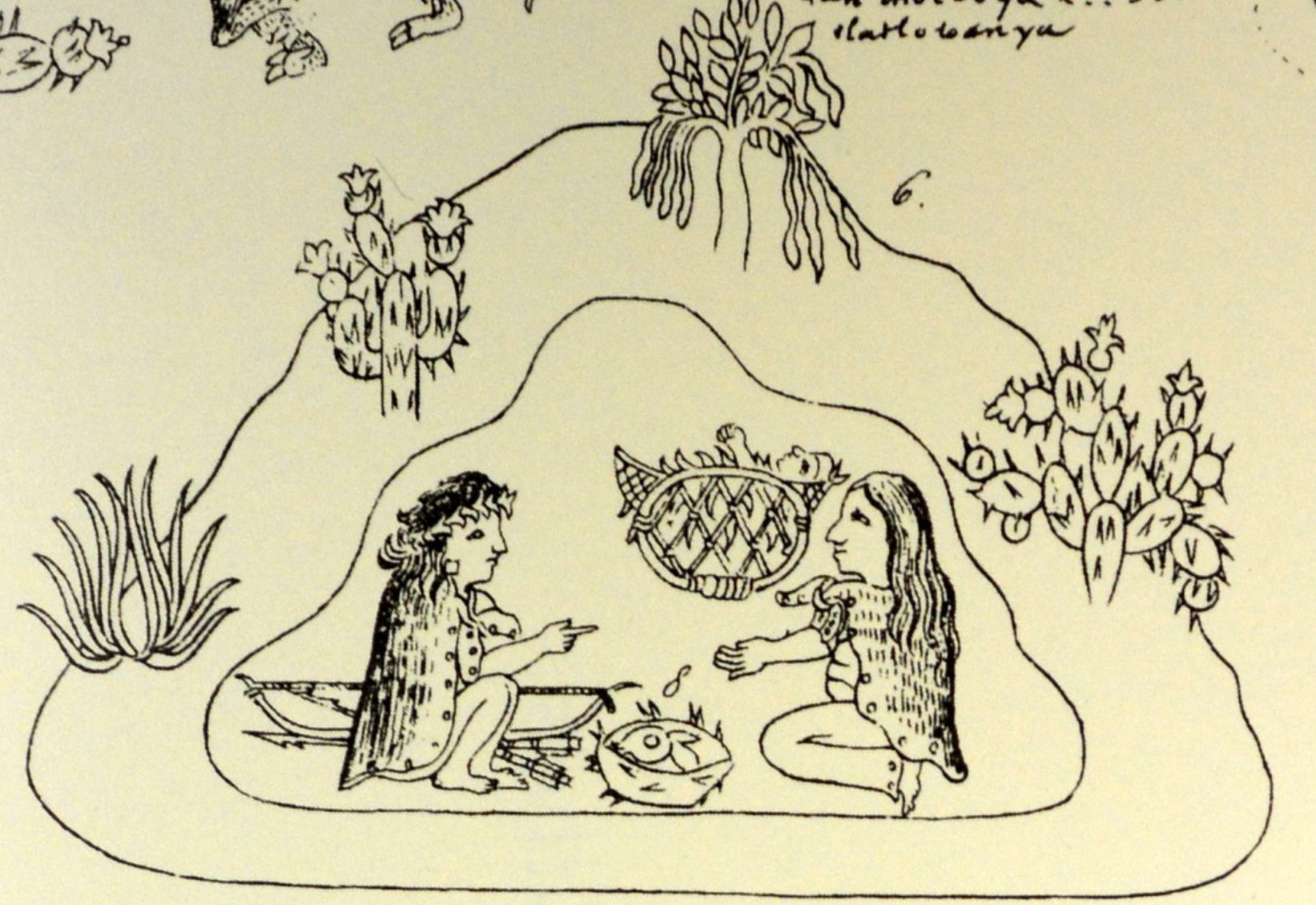
Pareja Chichimeca, posiblemente el mismo Tlotzin y Pachxochitzin.

La relevancia consiste en que por medio de su linaje comienza una conexión con los altépetl (ciudades) herederas de tradiciones toltecas. En primera instancia él se casa con Pachxochitzin, según Ixtlilxochitl, descendiente de los fundadores del señorío de Chalco, lo que también implica que los chichimecas de Tlotzin adquieren los "conocimientos agrícolas", cambiando paulatinamente sus hábitos, de emigrantes a sedentarios.
Del matrimonio anterior nacen seis hijos:
| ♀Cuatetzin             | ♀Cuatetzin             | ♀Cuatetzin             | ♀Cuatetzin             | ♀Cuatetzin             | ♀Cuatetzin             |           |           | Tzontecomatl (Coatlichan) | Tzontecomatl (Coatlichan) | Tzontecomatl (Coatlichan) | Tzontecomatl (Coatlichan) | Tzontecomatl (Coatlichan) | Tzontecomatl (Coatlichan) |                 |                 |                 |                 |  |  |   |   |   |   |   |   |  |  | ♀Pachxochitzin | ♀Pachxochitzin | ♀Pachxochitzin | ♀Pachxochitzin | ♀Pachxochitzin | ♀Pachxochitzin |  |  | Tlotzin 1107-1141   | Tlotzin 1107-1141   | Tlotzin 1107-1141   | Tlotzin 1107-1141   | Tlotzin 1107-1141   | Tlotzin 1107-1141   |  |  |                          |                          |                          |                          |                          |                          |  |  |                   |                   |                   |                   |                   |                   |  |  |  |  |  |  |  |  |  |  |  |  |  |  |  |  |  |  |  |  |  |  |
| ♀Cuatetzin             | ♀Cuatetzin             | ♀Cuatetzin             | ♀Cuatetzin             | ♀Cuatetzin             | ♀Cuatetzin             |           |           | Tzontecomatl (Coatlichan) | Tzontecomatl (Coatlichan) | Tzontecomatl (Coatlichan) | Tzontecomatl (Coatlichan) | Tzontecomatl (Coatlichan) | Tzontecomatl (Coatlichan) |                 |                 |                 |                 |  |  |   |   |   |   |   |   |  |  | ♀Pachxochitzin | ♀Pachxochitzin | ♀Pachxochitzin | ♀Pachxochitzin | ♀Pachxochitzin | ♀Pachxochitzin |  |  | Tlotzin 1107-1141   | Tlotzin 1107-1141   | Tlotzin 1107-1141   | Tlotzin 1107-1141   | Tlotzin 1107-1141   | Tlotzin 1107-1141   |  |  |                          |                          |                          |                          |                          |                          |  |  |                   |                   |                   |                   |                   |                   |  |  |  |  |  |  |  |  |  |  |  |  |  |  |  |  |  |  |  |  |  |  |
|                        |                        |                        |                        |                        |                        |           |           |                           |                           |                           |                           |                           |                           |                 |                 |                 |                 |  |  |   |   |   |   |   |   |  |  |                |                |                |                |                |                |  |  |                     |                     |                     |                     |                     |                     |  |  |                          |                          |                          |                          |                          |                          |  |  |                   |                   |                   |                   |                   |                   |  |  |  |  |  |  |  |  |  |  |  |  |  |  |  |  |  |  |  |  |  |  |
|                        |                        |                        |                        |                        |                        |           |           |                           |                           |                           |                           |                           |                           |                 |                 |                 |                 |  |  |   |   |   |   |   |   |  |  |                |                |                |                |                |                |  |  |                     |                     |                     |                     |                     |                     |  |  |                          |                          |                          |                          |                          |                          |  |  |                   |                   |                   |                   |                   |                   |  |  |  |  |  |  |  |  |  |  |  |  |  |  |  |  |  |  |  |  |  |  |
|                        |                        |                        |                        | Tlacotzin              | Tlacotzin              | Tlacotzin | Tlacotzin | Tlacotzin                 | Tlacotzin                 |                           |                           | ♀Malinalxochitl           | ♀Malinalxochitl           | ♀Malinalxochitl | ♀Malinalxochitl | ♀Malinalxochitl | ♀Malinalxochitl |  |  | ♀ | ♀ | ♀ | ♀ | ♀ | ♀ |  |  | Nopaltzin      | Nopaltzin      | Nopaltzin      | Nopaltzin      | Nopaltzin      | Nopaltzin      |  |  | Quinatzin 1141-1253 | Quinatzin 1141-1253 | Quinatzin 1141-1253 | Quinatzin 1141-1253 | Quinatzin 1141-1253 | Quinatzin 1141-1253 |  |  | Xiuhquetzal (Tlaxcallan) | Xiuhquetzal (Tlaxcallan) | Xiuhquetzal (Tlaxcallan) | Xiuhquetzal (Tlaxcallan) | Xiuhquetzal (Tlaxcallan) | Xiuhquetzal (Tlaxcallan) |  |  | Tochin (Huexotla) | Tochin (Huexotla) | Tochin (Huexotla) | Tochin (Huexotla) | Tochin (Huexotla) | Tochin (Huexotla) |  |  |  |  |  |  |  |  |  |  |  |  |  |  |  |  |  |  |  |  |  |  |
|                        |                        |                        |                        | Tlacotzin              | Tlacotzin              | Tlacotzin | Tlacotzin | Tlacotzin                 | Tlacotzin                 |                           |                           | ♀Malinalxochitl           | ♀Malinalxochitl           | ♀Malinalxochitl | ♀Malinalxochitl | ♀Malinalxochitl | ♀Malinalxochitl |  |  | ♀ | ♀ | ♀ | ♀ | ♀ | ♀ |  |  | Nopaltzin      | Nopaltzin      | Nopaltzin      | Nopaltzin      | Nopaltzin      | Nopaltzin      |  |  | Quinatzin 1141-1253 | Quinatzin 1141-1253 | Quinatzin 1141-1253 | Quinatzin 1141-1253 | Quinatzin 1141-1253 | Quinatzin 1141-1253 |  |  | Xiuhquetzal (Tlaxcallan) | Xiuhquetzal (Tlaxcallan) | Xiuhquetzal (Tlaxcallan) | Xiuhquetzal (Tlaxcallan) | Xiuhquetzal (Tlaxcallan) | Xiuhquetzal (Tlaxcallan) |  |  | Tochin (Huexotla) | Tochin (Huexotla) | Tochin (Huexotla) | Tochin (Huexotla) | Tochin (Huexotla) | Tochin (Huexotla) |  |  |  |  |  |  |  |  |  |  |  |  |  |  |  |  |  |  |  |  |  |  |
|                        |                        |                        |                        |                        |                        |           |           |                           |                           |                           |                           |                           |                           |                 |                 |                 |                 |  |  |   |   |   |   |   |   |  |  |                |                |                |                |                |                |  |  |                     |                     |                     |                     |                     |                     |  |  |                          |                          |                          |                          |                          |                          |  |  |                   |                   |                   |                   |                   |                   |  |  |  |  |  |  |  |  |  |  |  |  |  |  |  |  |  |  |  |  |  |  |
| ♀Atototzin (Colhuacan) | ♀Atototzin (Colhuacan) | ♀Atototzin (Colhuacan) | ♀Atototzin (Colhuacan) | ♀Atototzin (Colhuacan) | ♀Atototzin (Colhuacan) |           |           | Huetzin                   | Huetzin                   | Huetzin                   | Huetzin                   | Huetzin                   | Huetzin                   |                 |                 |                 |                 |  |  |   |   |   |   |   |   |  |  |                |                |                |                |                |                |  |  |                     |                     |                     |                     |                     |                     |  |  |                          |                          |                          |                          |                          |                          |  |  |                   |                   |                   |                   |                   |                   |  |  |  |  |  |  |  |  |  |  |  |  |  |  |  |  |  |  |  |  |  |  |
| ♀Atototzin (Colhuacan) | ♀Atototzin (Colhuacan) | ♀Atototzin (Colhuacan) | ♀Atototzin (Colhuacan) | ♀Atototzin (Colhuacan) | ♀Atototzin (Colhuacan) |           |           | Huetzin                   | Huetzin                   | Huetzin                   | Huetzin                   | Huetzin                   | Huetzin                   |                 |                 |                 |                 |  |  |   |   |   |   |   |   |  |  |                |                |                |                |                |                |  |  |                     |                     |                     |                     |                     |                     |  |  |                          |                          |                          |                          |                          |                          |  |  |                   |                   |                   |                   |                   |                   |  |  |  |  |  |  |  |  |  |  |  |  |  |  |  |  |  |  |  |  |  |  |

Xiuhquetzal irá a establecerse en Tlaxcallan, donde iniciará su linaje ahí; de igual forma Tochin (Tochinteuctli) llega a Huexotla para iniciar el señorío. Malinalxochitl se conecta con la Casa Real de Coatlichan, aunque se considera que esta hija de Tlotzin es un personaje simbólico, debido a que los demás documentos historiográficos muestran que en realidad Huetzin es hijo de Cuatetzin y Tlacoxin.
La realidad era que los señoríos de Coatlichan, Huexotla y Colhuacan, son mucho más antiguos que el de los chichimecas de Tenayocan y contaban con el prestigio de tener costumbres toltecas. 
Las fechas equivocadas de Ixtlilxochitl en parte son corregidas por Chimalpahin, aunque inserta muy pocos datos de los señores de Tetzcoco, estos muestran una revisión más detallada. En parte comparte información con Ixtlilxochitl, pues considera los mismos años de gobierno para Nopaltzin (32) y para Tlotzin (36), aunque los acomoda a partir del ascenso de Quinatzin, en 1272. Es decir, a partir de este año se retroceden 36 años para llegar a la fecha de ascenso de Tlotzin, que sería 1236. Aunque dice equivocadamente (retrasando temporalmente su ascenso) que "ascendió" al trono en 1209, en la misma Tercera Relación aclara que gobernó únicamente 36 años, no los 63 años que correrían de 1209 a 1272. Esta secuencia de la muerte de Tlotzin y ascenso de Quinatzin es confirmada en el Memorial Breve acerca de la Fundación de la ciudad de Colhuacan demostrando así el intento de ajuste.

## Desarrollo histórico
Durante el siglo XIII, cuando vivió Tlotzin, se estaban consolidando los nuevos señoríos que dominarían el siguiente siglo; Xaltocan se había afianzado en el norte del Valle, al poniente del lago de Texcoco también se consolidaba el Tepanecapan, mientras los colhuas habían comenzado a decrecer en poderío, no así en estatus, con un linaje que se remontaba al año 717. En este ambiente suceden cosas que aclaran y confirman la existencia y gobierno de Tlotzin; la primera es el paso de los mexitin por sus territorios, quienes según la versión de la Historia de los mexicanos por sus pinturas se encontraron cuando  se establecieron en Tecpayocan, entre 1243 y 1251, esto también se confirma en los Anales e Tlatelolco y el Códice Boturini (Lámina 15) donde se representa la guerra de 1247 y la celebración de la ceremonia del Fuego Nuevo.
Según las tradiciones de otras ciudades, consideraban a Tlotzin el primer señor de Tetzcoco, como en la "Histoire du Mechique", aunque en esta versión su actuar es más en un plano mítico, conectado con la nobleza de Coatlichan, declarando que su sucesor es Techotlalatzin. Este último tlahtoani para Sahagún también es el segundo regente aunque coloca correctamente a Quinatzin como su predecesor.
Tlotzin fue el último soberano que gobernó y fue enterrado en Tenayocan, ya su sucesor, Quinatzin cambió la sede a Tetzcoco, aunque conservan el título de Chichimecateuctli, pasan a ser ya propia y totalmente acolhuas. Por otro lado en Tenayocan se comienza un nuevo linaje a partir del medio hermano de Tlotzin llamado Tenancacaltzin.